# Évolution détaillée des accidents routiers en France métropolitaine
Cet article traite de l'évolution détaillée des accidents et victimes de la circulation routière en France métropolitaine à partir des statistiques annuelles officielles fournies par l'Observatoire national interministériel de la sécurité routière (ONISR).

## Évolution détaillée des accidents et victimes
Les statistiques commencent en 1948 et excluent tout décès survenu plus de trois jours après l'accident jusqu'en 1966, un comparatif existe avec l'année qui a suivi.
Les tableaux détaillés d’évolution des accidents et des victimes en métropole sont les suivants :
| Année | Accidents | Accidents        | Accidents              | Tués à 3 jours | Tués à 3 jours   | Blessés graves | Blessés légers | Total blessés | Total blessés    | Gravité                           | Kilomètres parcourus |
| Année | Nombre    | Évolution (en %) | dont accidents mortels | Nombre         | Évolution (en %) | Blessés graves | Blessés légers | Nombre        | Évolution (en %) | Tués pour 100 accidents corporels | Kilomètres parcourus |
| ----- | --------- | ---------------- | ---------------------- | -------------- | ---------------- | -------------- | -------------- | ------------- | ---------------- | --------------------------------- | -------------------- |
| 1948  |           |                  |                        |                |                  |                |                |               |                  |                                   | 20 milliards         |
| 1949  | 25 247    |                  |                        | 2 878          |                  |                |                | 22 000        |                  |                                   | 23 milliards         |
| 1950  | 50 000    |                  |                        | 4 000          |                  |                |                | 50 000        |                  |                                   |                      |
| 1951  | 70 000    |                  |                        | 4 500          |                  |                |                | 75 000        |                  |                                   |                      |
| 1952  | 95 000    |                  |                        | 5 800          |                  |                |                | 100 000       |                  |                                   |                      |
| 1953  | 118 881   | ---              | ---                    | 7 166          | ---              | ---            | ---            | 147 551       | ---              | 6,02                              |                      |
| 1954  | 124 970   | + 5,1            | ---                    | 7 539          | + 5,2            | 46 470         | 107 924        | 154 394       | + 4,6            | 6,03                              |                      |
| 1955  | 140 232   | + 12,2           | 7 554                  | 8 058          | + 6,9            | 56 798         | 119 531        | 176 329       | + 14,2           | 5,74                              |                      |
| 1956  | 141 737   | + 1,1            | 7 740                  | 8 283          | + 2,8            | 54 255         | 126 359        | 180 614       | + 2,4            | 5,84                              |                      |
| 1957  | 143 796   | + 1,4            | 8 055                  | 8 517          | + 2,8            | 67 650         | 116 100        | 183 750       | + 1,7            | 5,92                              |                      |
| 1958  | 134 713   | - 6,3            | 7 520                  | 8 126          | - 4,6            | 64 782         | 111 248        | 176 030       | - 4,2            | 6,03                              |                      |
| 1959  | 137 273   | + 1,9            | 7 847                  | 8 409          | + 2,8            | 65 154         | 113 639        | 178 793       | + 1,6            | 6,13                              |                      |
| 1960  | 141 309   | + 2,9            | 7 698                  | 8 295          | - 1,3            | 65 780         | 119 251        | 185 031       | + 3,5            | 5,87                              | 87 milliards         |
| 1961  | 159 535   | + 12,9           | 8 423                  | 9 140          | + 10,1           | 69 252         | 144 252        | 213 504       | + 15,4           | 5,72                              |                      |
| 1962  | 169 204   | + 6,1            | 9 076                  | 9 928          | + 8,6            | 74 963         | 154 359        | 229 322       | + 7,4            | 5,87                              |                      |
| 1963  | 176 275   | + 4,2            | 9 167                  | 10 027         | + 1,0            | 78 399         | 162 555        | 240 954       | + 5,1            | 5,69                              |                      |
| 1964  | 192 999   | + 9,5            | 10 055                 | 11 105         | + 10,8           | 83 210         | 180 865        | 264 075       | + 9,6            | 5,75                              |                      |
| 1965  | 210 754   | + 9,2            | 11 021                 | 12 150         | + 9,4            | 90 136         | 200 120        | 290 256       | + 9,9            | 5,77                              |                      |
| 1966  | 209 906   | - 0,5            | 10 926                 | 12 158         | + 0,1            | 89 424         | 190 685        | 280 109       | - 3,5            | 5,79                              |                      |
| 1967  | 215 470   | + 2,6            | 11 408                 | 12 696         | + 4,4            | 88 765         | 213 480        | 302 245       | + 7,9            | 5,89                              |                      |

De 1967 à 2004, la France évaluait les tués à six jours :
| Année        | Accidents    | Accidents | Accidents | Tués à 6 jours | Tués à 6 jours | Blessés graves | Blessés légers | Total blessés | Total blessés | Gravité | Kilomètres parcourus | Tués à 30 jours |
| Année        | Nombre       | Évolution (en %) | dont accidents mortels | Nombre | Évolution (en %) | Blessés graves | Blessés légers | Nombre | Évolution (en %) | Tués pour 100 accidents corporels | Kilomètres parcourus | Nombre          |
| ------------ | ------------ | --- | --- | --- | --- | --- | --- | --- | --- | --- | -------------------- | --------------- |
| 1967         | 215 470      | --- | 12 225 | 13 585 | --- | 87 876 | 213 480 | 301 356 | --- | 6,30 |                      |                 |
| 1968         | 220 201      | + 2,2 | 12 717 | 14 274 | + 5,1 | 92 020 | 220 293 | 312 313 | + 3,6 | 6,48 |                      |                 |
| 1969         | 220 618      | + 0,2 | 13 028 | 14 664 | + 2,7 | 93 882 | 217 391 | 311 273 | - 0,3 | 6,65 | 183 milliards        |                 |
| 1970         | 228 050      | + 3,4 | 13 437 | 15 034 | + 2,5 | 96 399 | 224 967 | 321 366 | + 3,2 | 6,59 | 197 milliards        |                 |
| 1971         | 242 464      | + 6,3 | 14 265 | 16 061 | + 6,8 | 102 954 | 242 509 | 345 463 | + 7,5 | 6,62 | 215 milliards        |                 |
| 1972         | 259 954      | + 7,2 | 14 535 | 16 545 | + 3,0 | 107 445 | 280 918 | 388 363 | + 12,4 | 6,36 | 235 milliards        | 18 034          |
| 1973         | 261 212      | + 0,5 | 13 546 | 15 469 | - 6,5 | 99 798 | 266 512 | 366 310 | - 6,7 | 5,92 | 259 milliards        |                 |
| 1974         | 251 378      | - 3,8 | 11 905 | 13 327 | - 13,8 | 92 023 | 252 297 | 344 320 | - 6,0 | 5,30 | 254 milliards        |                 |
| 1975         | 251 192      | - 0,1 | 11 631 | 12 996 | - 2,5 | 92 725 | 253 001 | 345 726 | + 0,4 | 5,17 | 284 milliards        |                 |
| 1976         | 253 318      | + 0,8 | 12 115 | 13 577 | + 4,5 | 91 539 | 256 206 | 347 745 | + 0,6 | 5,36 | 290 milliards        |                 |
| 1977         | 250 158      | - 1,2 | 11 489 | 12 961 | - 4,5 | 92 246 | 253 854 | 346 100 | - 0,4 | 5,18 | 295 milliards        |                 |
| 1978         | 238 815      | - 5,5 | 10 670 | 11 957 | - 7,7 | 86 927 | 240 813 | 327 740 | - 5,3 | 5,01 | 305 milliards        |                 |
| 1979         | 242 975      | + 1,7 | 10 880 | 12 197 | + 2,0 | 90 006 | 245 898 | 335 904 | + 2,4 | 5,02 | 308 milliards        |                 |
| 1980         | 241 049      | - 0,8 | 10 924 | 12 384 | + 1,5 | 87 752 | 245 841 | 333 593 | - 0,7 | 5,14 | 312 milliards        |                 |
| 1981 et 1982 | 1981 et 1982 | Aucune information n'ont été publiée pour les années 1981 et 1982 à la suite du changement intervenu dans la remise de données Police. | Aucune information n'ont été publiée pour les années 1981 et 1982 à la suite du changement intervenu dans la remise de données Police. | Aucune information n'ont été publiée pour les années 1981 et 1982 à la suite du changement intervenu dans la remise de données Police. | Aucune information n'ont été publiée pour les années 1981 et 1982 à la suite du changement intervenu dans la remise de données Police. | Aucune information n'ont été publiée pour les années 1981 et 1982 à la suite du changement intervenu dans la remise de données Police. | Aucune information n'ont été publiée pour les années 1981 et 1982 à la suite du changement intervenu dans la remise de données Police. | Aucune information n'ont été publiée pour les années 1981 et 1982 à la suite du changement intervenu dans la remise de données Police. | Aucune information n'ont été publiée pour les années 1981 et 1982 à la suite du changement intervenu dans la remise de données Police. | Aucune information n'ont été publiée pour les années 1981 et 1982 à la suite du changement intervenu dans la remise de données Police. |                      |                 |
| 1983         | 209 715      | --- | 10 272 | 11 677 | --- | 75 833 | 218 530 | 294 363 | --- | 5,57 | 346 milliards        |                 |
| 1984         | 199 454      | - 4,9 | 10 173 | 11 525 | - 1,3 | 71 063 | 211 422 | 282 485 | - 4,0 | 5,78 | 346 milliards        |                 |
| 1985         | 191 096      | - 4,2 | 9 217 | 10 447 | - 9,4 | 66 911 | 203 834 | 270 745 | - 5,1 | 5,47 | 354 milliards        |                 |
| 1986         | 184 615      | - 3,4 | 9 682 | 10 960 | + 4,9 | 63 496 | 195 507 | 259 003 | - 4,4 | 5,94 | 366 milliards        |                 |
| 1987         | 170 994      | - 7,4 | 8 686 | 9 855 | - 10,1 | 57 902 | 179 734 | 237 636 | - 8,2 | 5,76 | 393 milliards        |                 |
| 1988         | 175 887      | + 2,9 | 9 341 | 10 548 | + 7,0 | 58 172 | 185 870 | 244 042 | + 2,7 | 6,00 | 408 milliards        |                 |
| 1989         | 170 590      | - 3,0 | 9 302 | 10 528 | - 0,2 | 55 086 | 180 913 | 235 999 | - 3,3 | 6,17 | 419 milliards        |                 |
| 1990         | 162 573      | - 4,7 | 9 128 | 10 289 | - 2,3 | 52 578 | 173 282 | 225 860 | - 4,3 | 6,33 | 431 milliards        |                 |
| 1991         | 148 890      | - 8,4 | 8 509 | 9 617 | - 6,5 | 47 119 | 158 849 | 205 968 | - 8,8 | 6,46 | 440 milliards        |                 |
| 1992         | 143 362      | - 3,7 | 8 114 | 9 083 | - 5,6 | 44 965 | 153 139 | 198 104 | - 3,8 | 6,34 | 454 milliards        |                 |
| 1993         | 137 500      | - 4,1 | 8 005 | 9 052 | - 0,3 | 43 535 | 145 485 | 189 020 | - 4,6 | 6,58 | 470 milliards        |                 |
| 1994         | 132 726      | - 3,5 | 7 609 | 8 533 | - 5,7 | 40 521 | 140 311 | 180 832 | - 4,3 | 6,43 | 465 milliards        |                 |
| 1995         | 132 949      | + 0,2 | 7 453 | 8 412 | - 1,4 | 39 257 | 142 146 | 181 403 | + 0,3 | 6,33 | 476 milliards        |                 |
| 1996         | 125 406      | - 5,7 | 7 178 | 8 080 | - 3,9 | 36 204 | 133 913 | 170 117 | - 6,2 | 6,44 | 482 milliards        |                 |
| 1997         | 125 202      | - 0,2 | 7 130 | 7 989 | - 1,1 | 35 716 | 133 862 | 169 578 | - 0,3 | 6,38 | 492 milliards        |                 |
| 1998         | 124 387      | - 0,7 | 7 514 | 8 437 | + 5,6 | 33 977 | 134 558 | 168 535 | - 0,6 | 6,78 | 507 milliards        |                 |
| 1999         | 124 524      | + 0,1 | 7 185 | 8 029 | - 4,8 | 31 851 | 135 721 | 167 572 | - 0,6 | 6,45 | 523 milliards        |                 |
| 2000         | 121 223      | - 2,7 | 6 811 | 7 643 | - 4,8 | 27 407 | 134 710 | 162 117 | - 3,3 | 6,30 | 526 milliards        |                 |
| 2001         | 116 745      | - 3,7 | 6 920 | 7 720 | + 1,0 | 26 192 | 127 753 | 153 945 | - 5,0 | 6,61 | 545 milliards        |                 |
| 2002         | 105 470      | - 9,7 | 6 549 | 7 242 | - 6,2 | 24 091 | 113 748 | 137 839 | - 10,5 | 6,87 | 553 milliards        |                 |
| 2003         | 90 220       | - 14,5 | 5 168 | 5 731 | - 20,9 | 19 207 | 96 722 | 115 929 | - 15,9 | 6,35 | 557 milliards        |                 |
| 2004         | 85 390       | - 5,4 | 4 766 | 5 232 | - 8,7 | 17 435 | 91 292 | 108 727 | - 6,2 | 6,13 | 560 milliards        | 5 593           |

Depuis 2005, les statistiques recensent les tués à trente jours :
| Année | Accidents | Accidents        | Accidents              | Tués à 30 jours | Tués à 30 jours  | Blessés hospitalisés | Blessés légers | Total blessés | Total blessés    | Gravité                           | Kilomètres parcourus |
| Année | Nombre    | Évolution (en %) | dont accidents mortels | Nombre          | Évolution (en %) | Blessés hospitalisés | Blessés légers | Nombre        | Évolution (en %) | Tués pour 100 accidents corporels | Kilomètres parcourus |
| ----- | --------- | ---------------- | ---------------------- | --------------- | ---------------- | -------------------- | -------------- | ------------- | ---------------- | --------------------------------- | -------------------- |
| 2005  | 84 525    | - 1,0            | 4 857                  | 5 318           | - 4,9            | 39 811               | 68 265         | 108 076       | - 0,3            | 6,29                              | 554 milliards        |
| 2006  | 80 309    | - 5,0            | 4 326                  | 4 709           | -1,5             | 40 662               | 61 463         | 102 125       | - 5,5            | 5,86                              | 555 milliards        |
| 2007  | 81 272    | + 1,2            | 4 265                  | 4 620           | - 2,0            | 38 615               | 64 586         | 103 201       | + 1,1            | 5,68                              | 561 milliards        |
| 2008  | 74 487    | - 8,3            | 3 933                  | 4 275           | - 7,5            | 36 179               | 58 833         | 93 798        | - 9,1            | 5,74                              | 552 milliards        |
| 2009  | 72 315    | - 2,9            | 3 956                  | 4 273           | - 0,1            | 34 506               | 57 611         | 90 934        | - 3,1            | 5,91                              | 552 milliards        |
| 2010  | 67 288    | - 7,0            | 3 706                  | 3 992           | - 6,6            | 30 393               | 54 068         | 84 461        | - 10,1           | 5,93                              | 560 milliards        |
| 2011  | 65 024    | - 3,4            | 3 647                  | 3 963           | - 0,7            | 29 679               | 51 572         | 81 251        | - 3,8            | 6,09                              | 565 milliards        |
| 2012  | 60 437    | - 6,9            | 3 386                  | 3 653           | - 8,0            | 27 142               | 48 709         | 75 851        | - 6,6            | 6,04                              | 563 milliards        |
| 2013  | 56 812    | - 6,0            | 3 020                  | 3 268           | - 10,5           | 25 966               | 44 641         | 70 607        | - 6,9            | 5,75                              | 567 milliards        |
| 2014  | 58 191    | + 2,4            | 3 146                  | 3 384           | + 3,5            | 26 635               | 46 413         | 73 048        | + 3,5            | 5,82                              | 572 milliards        |
| 2015  | 56 603    | - 2,7            | 3 160                  | 3 461           | + 2,3            | 26 595               | 44 207         | 70 802        | - 3,1            | 6,11                              | 584 milliards        |
| 2016  | 57 522    | + 1,6            | ---                    | 3 477           | + 0,5            | 27 187               | 45 458         | 72 645        | + 2,6            | 6,04                              | 599 milliards        |
| 2017  | 58 613    | + 1,9            | ---                    | 3 448           | - 0,8            | 27 732               | 45 652         | 73 384        | + 1,0            | 5,88                              | 606 milliards        |
| 2018  | 55 766    | - 4,9            | ---                    | 3 248           | - 5,8            | ---                  | ---            | 69 887        | - 4,8            | 5,82                              | 606 milliards        |
| 2019  | 56 016    | + 0,4            | ---                    | 3 244           | - 0,1            | ---                  | ---            | 70 490        | + 0,9            | 5,79                              | 623 milliards        |
| 2020  | 45 121    | - 19,4           | ---                    | 2 541           | - 21,7           | ---                  | ---            | 55 836        | - 20,8           | 5,63                              | 522 milliards        |
| 2021  | 53 540    | + 18,6           | ---                    | 2 944           | + 15,9           | ---                  | ---            | 67 057        | + 20,1           | 5,50                              | 562 milliards        |
| 2022  | 52 380    | - 2,2            | ---                    | 3 267           | + 11,0           | ---                  | ---            | 65 430        | - 2,4            | 6,24                              | 629 milliards        |
| 2023  | 51 641    | - 1,4            | ---                    | 3 167           | - 3,1            | ---                  | ---            | 64 674        | - 1,2            | 6,13                              | 604 milliards        |
| 2024  | 51 058    | - 1,1            | ---                    | 3 193           | + 0,8            | ---                  | ---            | 64 535        | - 0,2            | 6,25                              |                      |